# Ланкейми
Ланкейми (пол. Łankiejmy, нім. Langheim) — село в Польщі, у гміні Корше Кентшинського повіту Вармінсько-Мазурського воєводства.
Населення — 541 особа (2011).

## Демографія
Демографічна структура станом на 31 березня 2011 року:
|          | Загалом | Допрацездатний вік | Працездатний вік | Постпрацездатний вік |
| -------- | ------- | ------------------ | ---------------- | -------------------- |
| Чоловіки | 277     | 63                 | 194              | 20                   |
| Жінки    | 264     | 61                 | 154              | 49                   |
| Разом    | 541     | 124                | 348              | 69                   |